# Seznam opatů cisterciáckého kláštera v Oseku

Znak cisterciáckého řádu

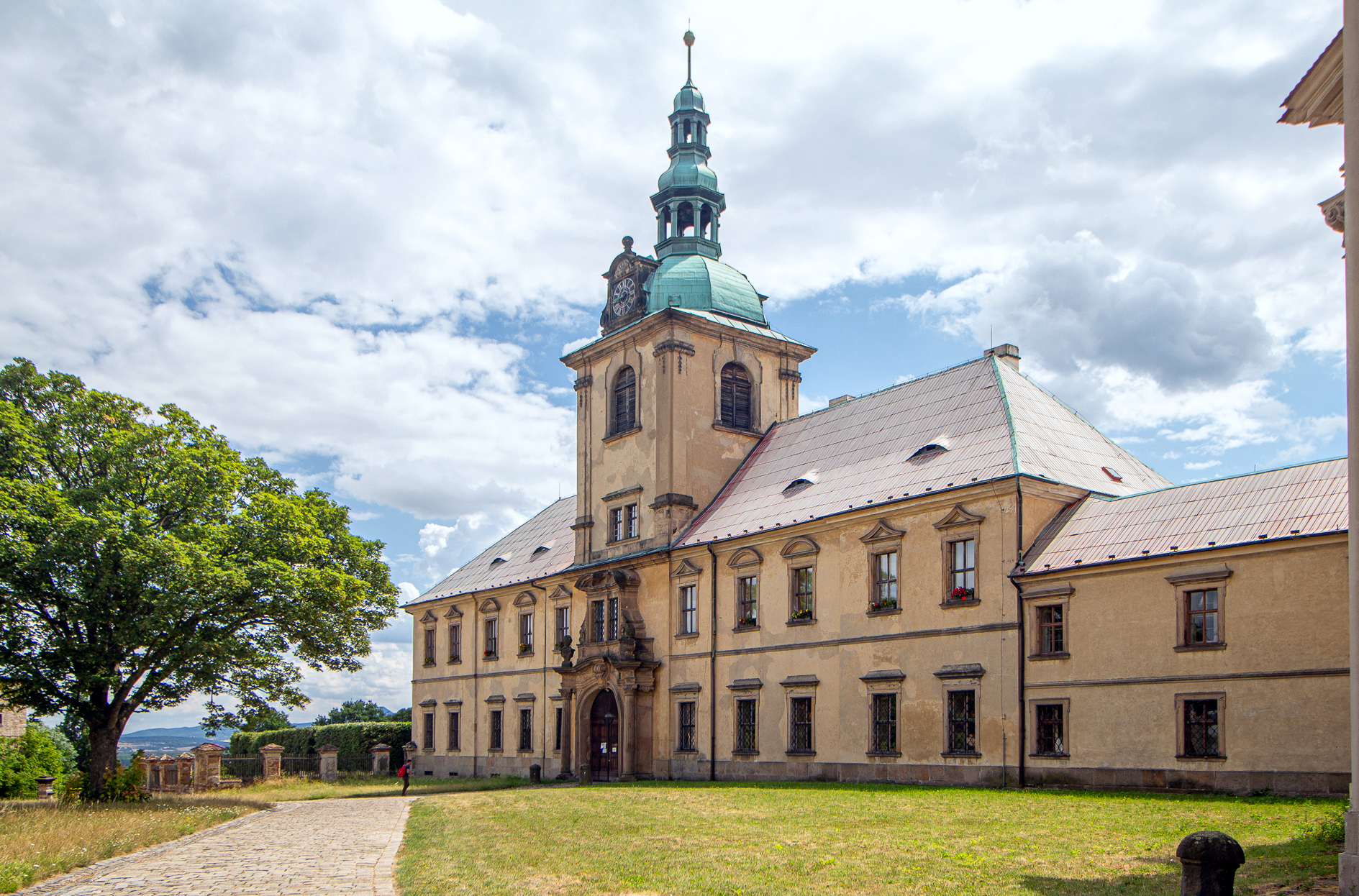
Prelatura oseckého kláštera

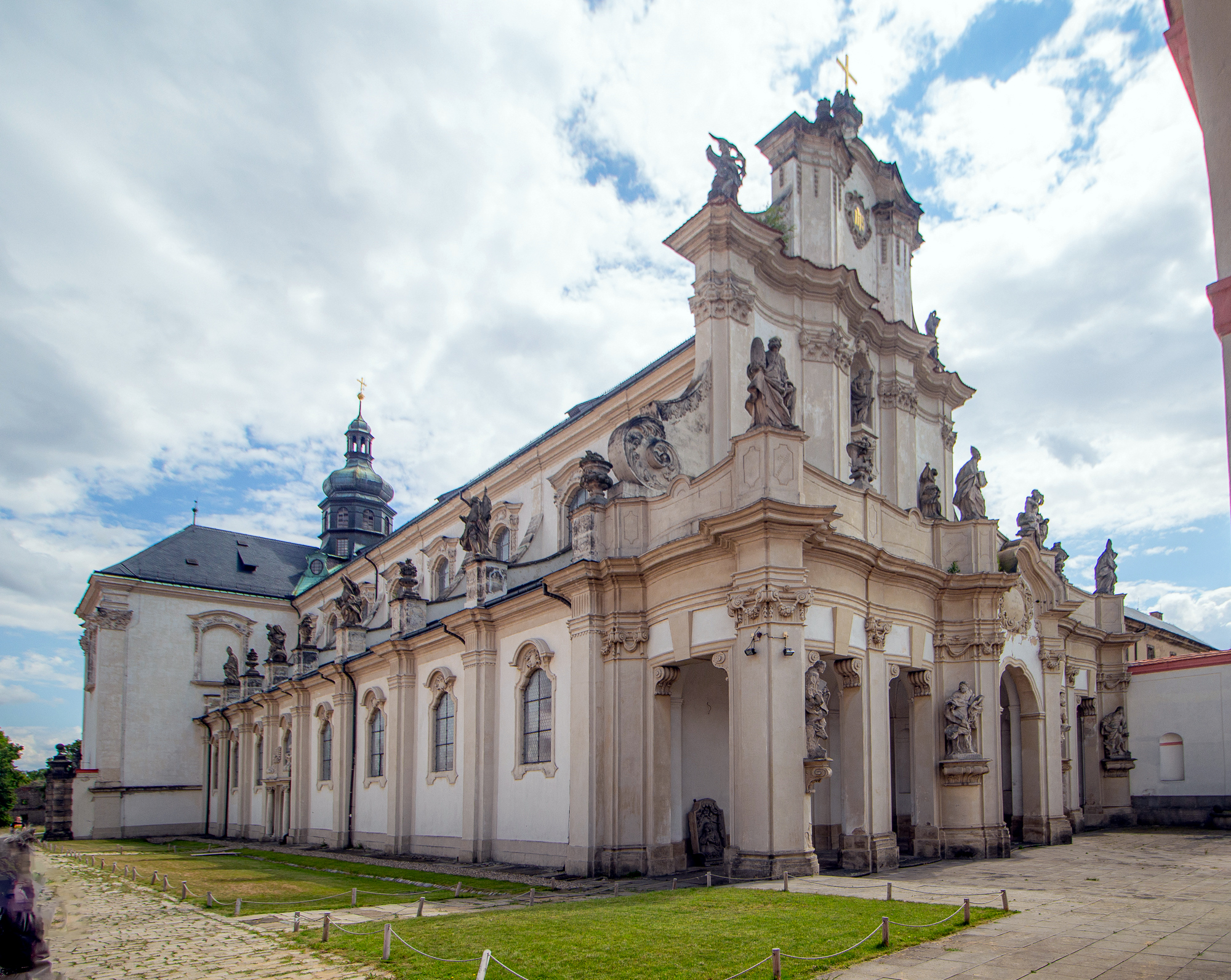
Klášterní opatský kostel Nanebevzetí Panny Marie

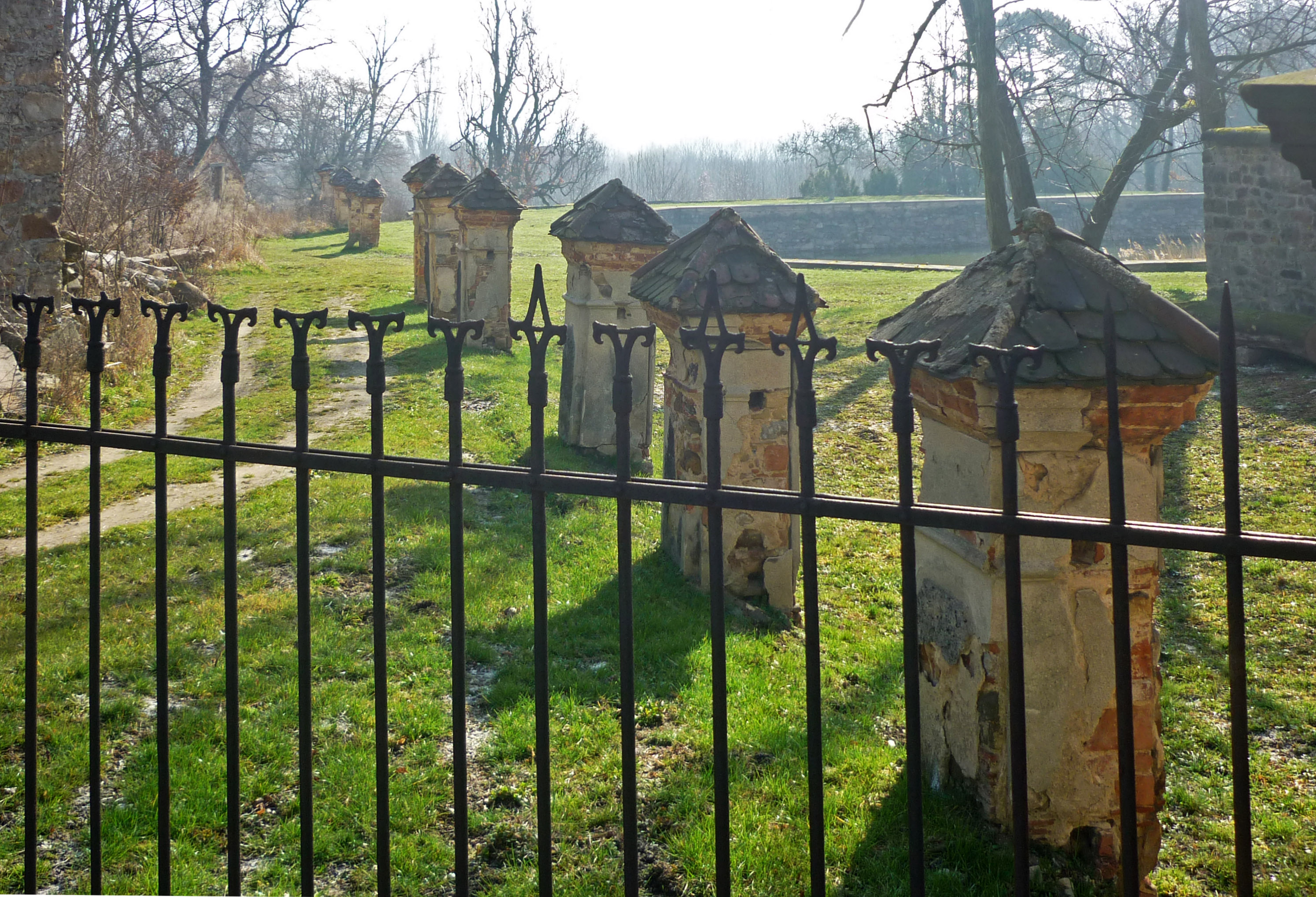
Křížová cesta

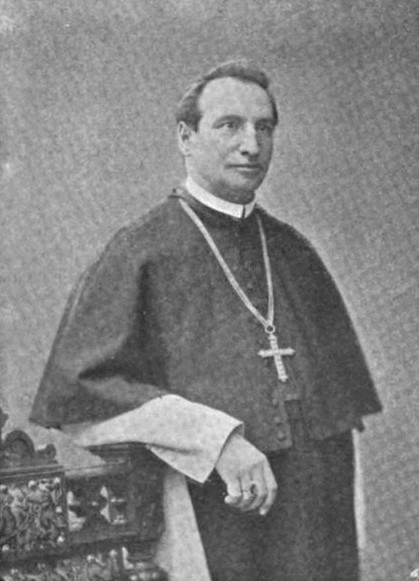
Opat Meinrad Siegl (1842-1911)

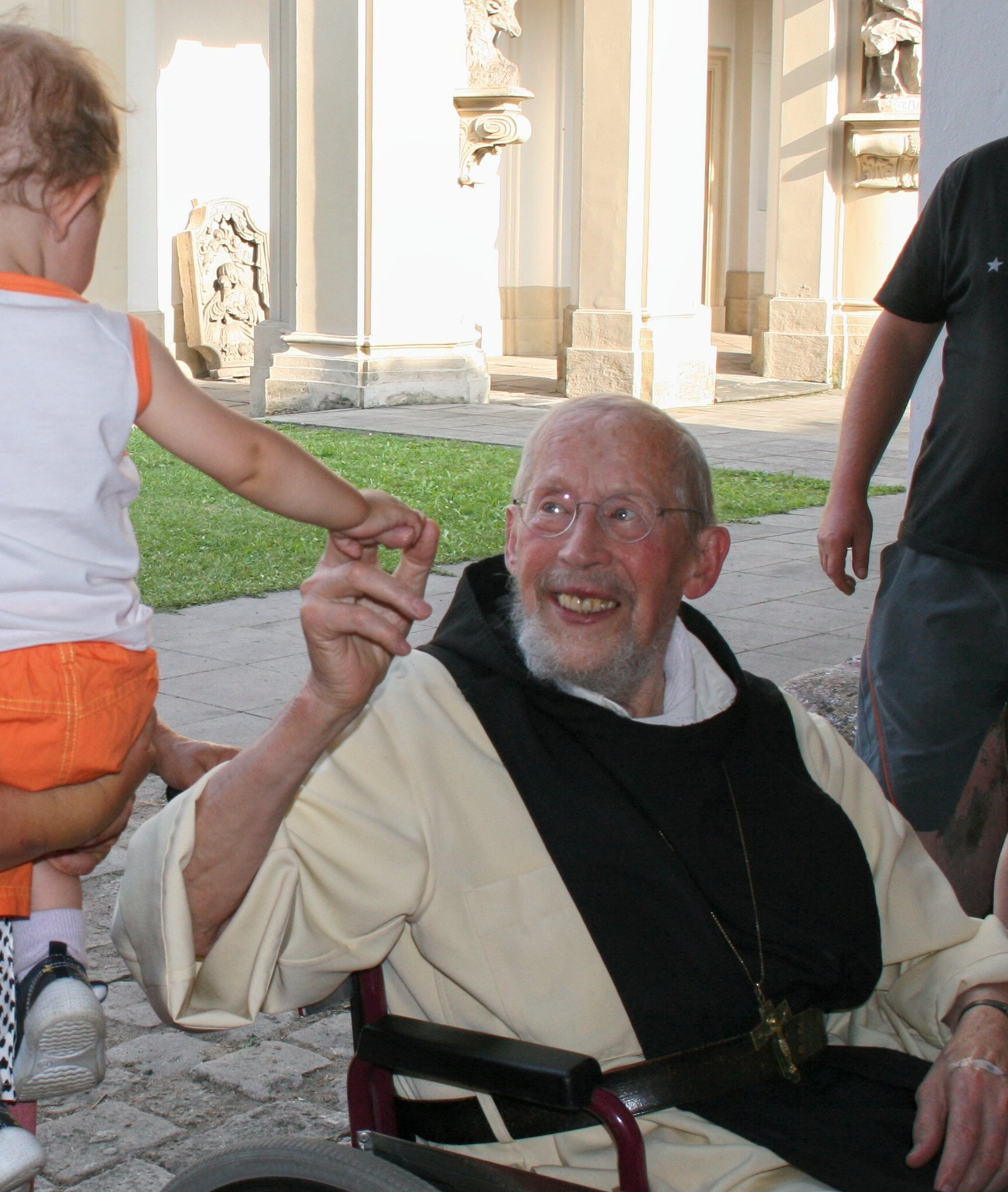
Opat Jindřich Bernhard Thebes (1990–2010)

Toto je úplný seznam opatů cisterciáckého kláštera v Oseku. V průběhu historie oseckého kláštera cisterciáckého řádu se v jeho čele vystřídalo dosud celkem 48 opatů. Ač převládají německá jména, lze vysledovat také několik jmen českých. 

## Chronologický seznam

### Od počátku až do zrušení kláštera vroce 1580
- 1193–1205 Ruthard (přibližně do roku 1199 opat v mašťovském klášteře)
- 1205–1209 Heřman
- 1209–1221 Jan I. (jako člen oseckého kláštera doložen v období 1204–1224)
- 1221 Arnold
- 1231–1234 Dětřich I. (něm. Theodorich I.)
- 1233/4–1239 Slávek III. Hrabišic
- 1240–1253 Winand (lat. Wynandus; něm. Wignand)
- 1253? Verner (lat. Wernherus; něm. Werner)
- 1263–1267 Siebert (něm. Gieselbert nebo Sibrecht)
- 1269 Konrád I.
- 1265–1268 Giselbert
- 1268–1276 Jan I.
- 1276–1286 Teodorik (Dětřich) II.
- 1286–1288 Konrád II. z Erfurtu
- 1288–1299 Jindřich
- 1299–1319 Gerwicus
- 1319–1322 Jan II. Griebel
- 1322–1332 Ludvík
- 1332–1349 Konrád III.
- 1349–1361 František I.
- 1361–1364/1368 Jan III.
- 1368–1389 Mikuláš I.
- 1390–1416 Jan IV.
- 1417–1434 Mikuláš II. (v roce 1421 konvent vypálen husity, mniši utekli do Míšně)
- 1434–1442 František II.
- 1443–1491 Jan V. (někdy v polovině 15. století návrat konventu do Oseka)
- 1492–1517 Michael
- 1517–1525 Antonín
- 1525–1528 Martin
- 1528–1536 Mikuláš III.
- 1536/1538–1548 Bartoloměj
- 1548–1564 Jakub
- 1564–1579 Baltazar
- 1579–1580 Ondřej Wiedemann (administrátor)

### Mezidobí 1580–1650
- 1580–1626 klášter ve správě pražského arcibiskupství
- 1626–1650 klášter spravuje generální vikář cisterciáckého řádu

### Roky 1650–1946
- 1650–1691 Vavřinec Scipio
- 1691–1726 Benedikt Littwerig
- 1726–1747 Jeroným Besnecker
- 1747–1776 Kajetán Březina z Birkenfeldu
- 1776–1798 Mauritius Elbel
- 1798–1823 Benedikt Venusi
- 1823–1834 Chrysostomus Astmann
- 1835–1842 Salesius Krügner
- 1843–1853 Klement Antonín Zahrádka
- 1853–1875 Athanasius Bernhard
- 1875–1876 Salesius Mayer
- 1877–1886 Ignatius Krahl
- 1886–1911 Meinrad Siegl
- 1912–1943 Theobald Scharnagl
- 1943–1949 Eberhard Harzer (v r. 1946 německá část konventu odsunuta do Německa, čeští mniši působí na farách)

### Mezidobí 1946–1990
- 1945–1968 Zikmund Jan Kapic (formální národní správce a převor, od roku 1946 neměl na osudy kláštera reálný vliv)
- do roku 1976 Gerhard Hälbig (formální převor-administrátor kláštera, žil v Německu)

Fakticky v letech 1946–1950 v klášteře fungovalo teologické učiliště kongregace Salesiánů Dona Bosca, které bylo násilně zrušeno v rámci Akce K. V letech 1950–1990 klášter fungoval postupně jako internační tábor pro řeholníky a jako charitní domov pro řeholní sestry.

### Od roku 1990
- 1990–2010 Jindřich Bernhard Thebes
- od přelomu let 2013/2014 byl klášter svěřen do správy litoměřické diecéze s případným možným návratem cisterciáků;[1] duchovní správu excurrendo poté začal vykonávat R.D. Michael-Philipp Irmer z Mariánských Radčic[2]